# Hargnies (Ardennes)
Hargnies település Franciaországban, Ardennes megyében. Lakosainak száma 453 fő (2022. január 1.). Hargnies Aubrives, Chooz, Ham-sur-Meuse, Haybes, Monthermé, Revin, Thilay és Vireux-Wallerand községekkel határos.

## Népesség
A település népessége az elmúlt években az alábbi módon változott:
| Lakosok száma | 623  | 561  | 511  | 500  | 461  | 468  | 484  | 488  | 489  | 453  |
|               | 1968 | 1982 | 1990 | 2006 | 2013 | 2015 | 2017 | 2019 | 2020 | 2022 |